# Juillet 1827

## Événements
- 6 juillet : traité de Londres pour la pacification de la Grèce. Le Royaume-Uni, la France et la Russie reconnaissent l’indépendance grecque refusée par le sultan et s’engagent à combattre ceux qui refuseraient de déposer les armes.

- 9 juillet : une girafe est présentée au roi de France, Charles X. Jamais les Français n'avaient pu voir un tel animal de près. Zarafa vient d'Afrique. Elle a été offerte par le pacha d'Égypte. Elle est arrivée en France par un bateau. Il a fallu faire un trou dans le pont pour qu'elle passe sa tête et son long cou[1].

- 14 juillet, Royaume d'Hawaï : création du diocèse catholique de Honolulu.

## Naissances
- 1er juillet : Arthur de Marcoartu, noble, politique et ingénieur civil espagnol († 21 janvier 1904).
- 15 juillet : Carl Ludwig Doleschall naturaliste autrichien († 26 février 1859).
- 17 juillet : Frederick Augustus Abel (mort en 1902), chimiste britannique.
- 18 juillet : Pierre-Lambert Goossens, cardinal belge, archevêque de Malines († 25 janvier 1906).
- 26 juillet : Henri Debray (mort en 1888), chimiste français.
- 30 juillet : Jean-Baptiste Arnaud-Durbec, peintre français († 2 février 1910).

## Décès
- 6 juillet : Jean François Bosio, peintre, dessinateur et graveur français (° 17 juin 1764).
- 8 juillet : Robert Surcouf, capitaine corsaire (° décembre 1773).
- 14 juillet : Augustin Fresnel, physicien français (° 10 mai 1788).
- 25 juillet : Jean-Claude Flamen d'Assigny (né en 1741), homme politique et agronome français.